# Рекатолизация
Рекатолизация — это явление, имевшее место в истории Реформации и Контрреформации. Контрреформация была интеллектуальным движением, направленным на ограничение влияния Реформации и её последующее искоренение. Однако рекатолизация представляла собой попытку правителей и церковных институтов вернуть протестантские территории в лоно католицизма после того, как интеллектуальные дебаты с протестантизмом не увенчались успехом. Эта попытка осуществлялась с использованием репрессивных мер и политической власти.

## Исторический обзор
Со времени Аугсбургского мира 1555 года в Священной Римской империи действовал принцип, согласно которому суверен определял религиозную принадлежность своих подданных (Cuius regio, eius religio). В основе этого принципа лежало широко распространённое в то время убеждение, что территория со смешанным конфессиональным составом не способна к жизни и миру и отнюдь не желательна.
В этом контексте рекатолизация означала, по указанию католического суверена, повторное введение католического и исключительного богослужения в приходской церкви или во всех приходских церквях на территории, где ранее проводились лютеранские или реформатские богослужения.
В некоторых случаях для обеспечения соблюдения мер создавались альянсы. Например:
- Католическая лига (1538) (также называемая Нюрнбергской лигой или Нюрнбергской лигой)
- Католическая лига (1609) (основана в Мюнхене императорскими сословиями)

Конкретное осуществление рекатолизации происходило путём изгнания лютеранских или реформатских священников и назначения католических священников. «Прихожане», которые были протестантами на протяжении двух-трёх поколений и привыкли к Библии в переводе Мартина Лютера, к богослужению на родном языке и к протестантскому катехизису, были вынуждены стать католиками. Латинская месса, запрет на брак священников и чаша для мирян (т. е. Тайная Вечеря с хлебом и вином для всех верующих), почитание святых, процессии и паломничества — всё это было для них новым или было известно только по семейным преданиям. Однако указом суверена они вновь стали считаться членами католической общины и должны были соблюдать её правила.
На католических территориях преподавание, т. е. катехизация, в новой и навязанной этим людям конфессии часто осуществлялось членами ордена иезуитов.

## Процесс рекатолизации

### Начало

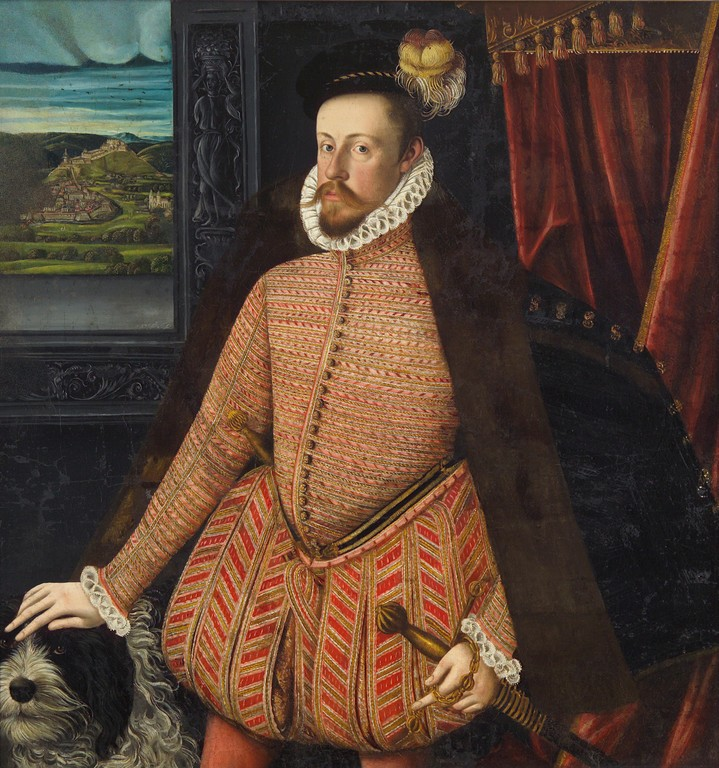
Эрцгерцог Карл II был одной из движущих сил рекатолизации

Рекатолизация затронула около четверти населения Священной Римской империи. Основное внимание уделялось прямым владениям Габсбургов. Кроме того, в империи и на территориях Виттельсбахов имелись некоторые церковные территории.
В 1570-х годах началась рекатолизация на церковных территориях или в связанных с ними областях, таких как Трирское курфюршество, Фульдский монастырь, Вюрцбургское епископство, Бамбергское епископство или регион Айхсфельд, принадлежавший Майнцскому курфюршеству.
Первая фаза усиленной рекатолизации произошла между 1579 и 1609 годами. В землях Габсбургов религиозно толерантный Максимилиан II сделал возможным распространение протестантизма. В 1572 году его брат Карл II был вынужден против своей воли разместить протестантов на своей территории во время Грацского умиротворения.
В 1579 году состоялась Мюнхенская конференция, на которой Карл II, папский нунций и представители герцогства Баварского, архиепископства Зальцбургского и Тирольского согласовали стратегию рекатолизации территорий Габсбургов. Католические власти должны были контролировать типографии, постепенно ослаблять соглашения с сословиями в свою пользу, использовать право покровительства в католическом смысле, арестовывать и высылать протестантских проповедников, препятствовать строительству протестантских церквей. Протестантские чиновники должны были уступить место католикам.

### Внутренняя Австрия
На этом фоне Карл начал процесс возвращения к католицизму Внутренней Австрии. Он ввёл ряд антипротестантских мер, таких как запрет на посещение протестантских церквей. Кроме того, Карл основал Грацский университет и запретил студентам поступать в иностранные учебные заведения, особенно в протестантские.
Эти меры были усилены во время правления Фердинанда II. Были созданы комиссии по реформации, целью которых стало изгнание протестантского духовенства и учителей, замена протестантских чиновников на католиков и изменение городских правил в католическом духе. Сопротивление этим мерам считалось мятежом и, при необходимости, подавлялось военными силами.
Проповедники были изгнаны, а протестантские книги сожжены. Некоторые церкви были разрушены. Протестантские школы также были закрыты. На смену протестантским проповедникам были назначены католические священники. Людей обязывали посещать проповеди по обращению в веру. Те, кто не желал принять христианство, теряли свои гражданские права и были вынуждены эмигрировать. В городах предоставление гражданства зависело от согласия католического священника. Многие люди отправились в изгнание.
К 1609 году внешняя рекатолизация Внутренней Австрии была завершена.

### Духовные территории

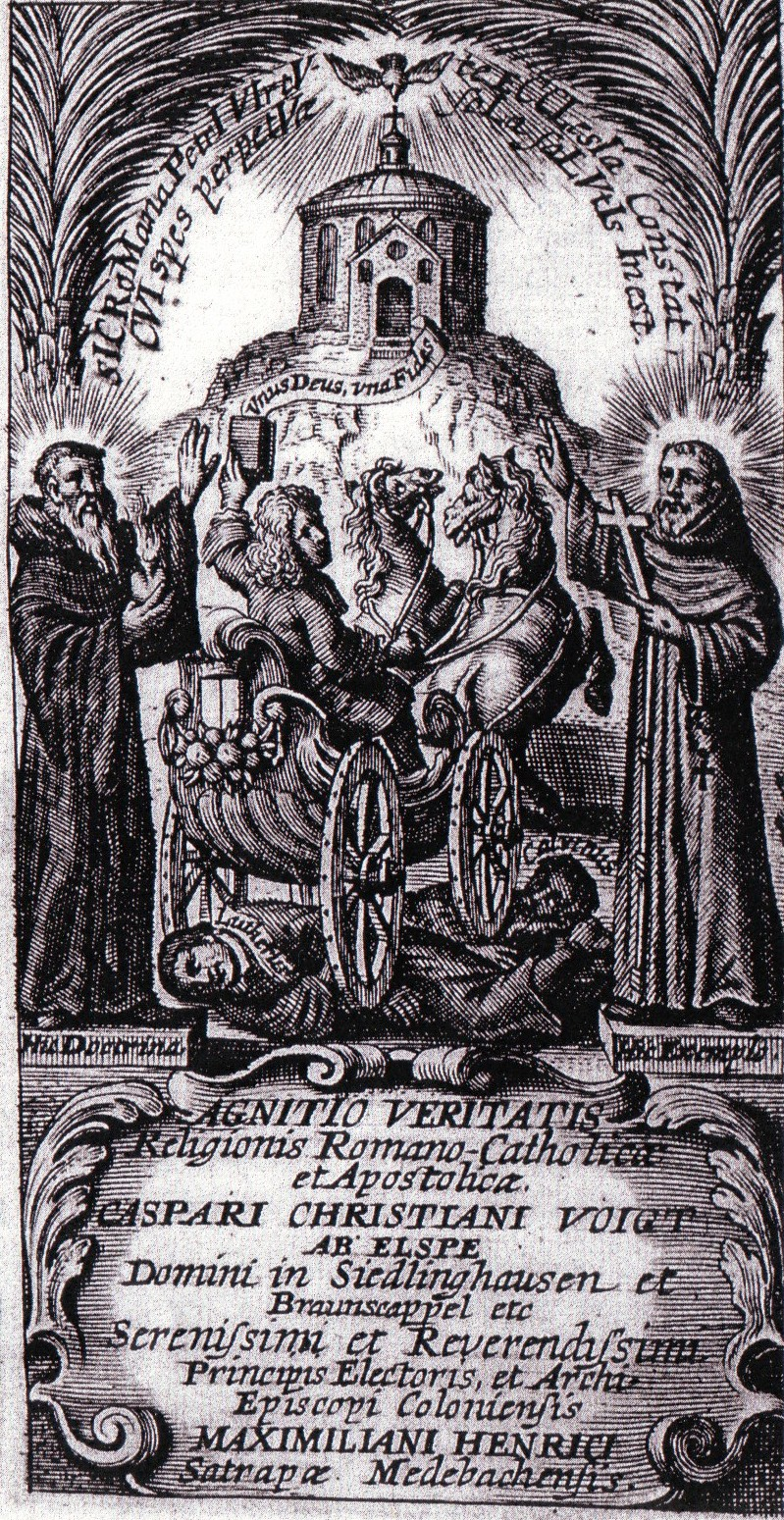
Титульная медь Каспару Кристиану Фойгту из Elspes Agnitio veritatis religis (Кёльн, 1682 г.). Автор, принявший католичество, сидит в карете. Это сокрушает реформаторов Лютера и Кальвина. (Оригинал в настоящее время находится в библиотеке собора Хильдесхайма)

Неудачная попытка Гебхарда I Вальдбургского навязать протестантизм в Кёльнском курфюршестве имела решающее значение для рекатолизации католических территорий на северо-западе Германии. Во время Кёльнской войны 1583 года церковная оговорка была введена в действие. Под властью Эрнста Баварского Кёльнское курфюршество и соседние с ним страны — герцогство Вестфалия и Вест-Реклингхаузен — находились под властью герцога до XVIII века. В XVI веке здесь правили потомки католической линии Виттельсбахов. Вопреки чётким постановлениям Тридентского собора, архиепископам Кельна было разрешено одновременно захватывать другие церковные владения с целью рекатолизации. Таким образом, архиепископы смогли также способствовать рекатолизации в епархиях Мюнстера и Падерборна, а также в других епархиях, таких как Хильдесхайм. Однако это оказалось длительной задачей. В самом архиепископстве рекатолизация продолжалась до XVIII века. Аналогичные процессы рекатолизации имели место в Майнцском курфюршестве и Вюрцбургском епископстве. В Майнце Иоганн Адам фон Бикен запретил протестантское богослужение и восстановил католический обряд. Важные должности теперь были зарезервированы только для католиков. Похожая ситуация была при Юлиусе Эхтере фон Меспельбрунне в епископстве Вюрцбурге. Там также протестантские чиновники были заменены католиками, а все, кто не хотел принимать католичество в бывших протестантских городах, должны были отправиться в изгнание.

### Богемия и наследственные земли Габсбургов

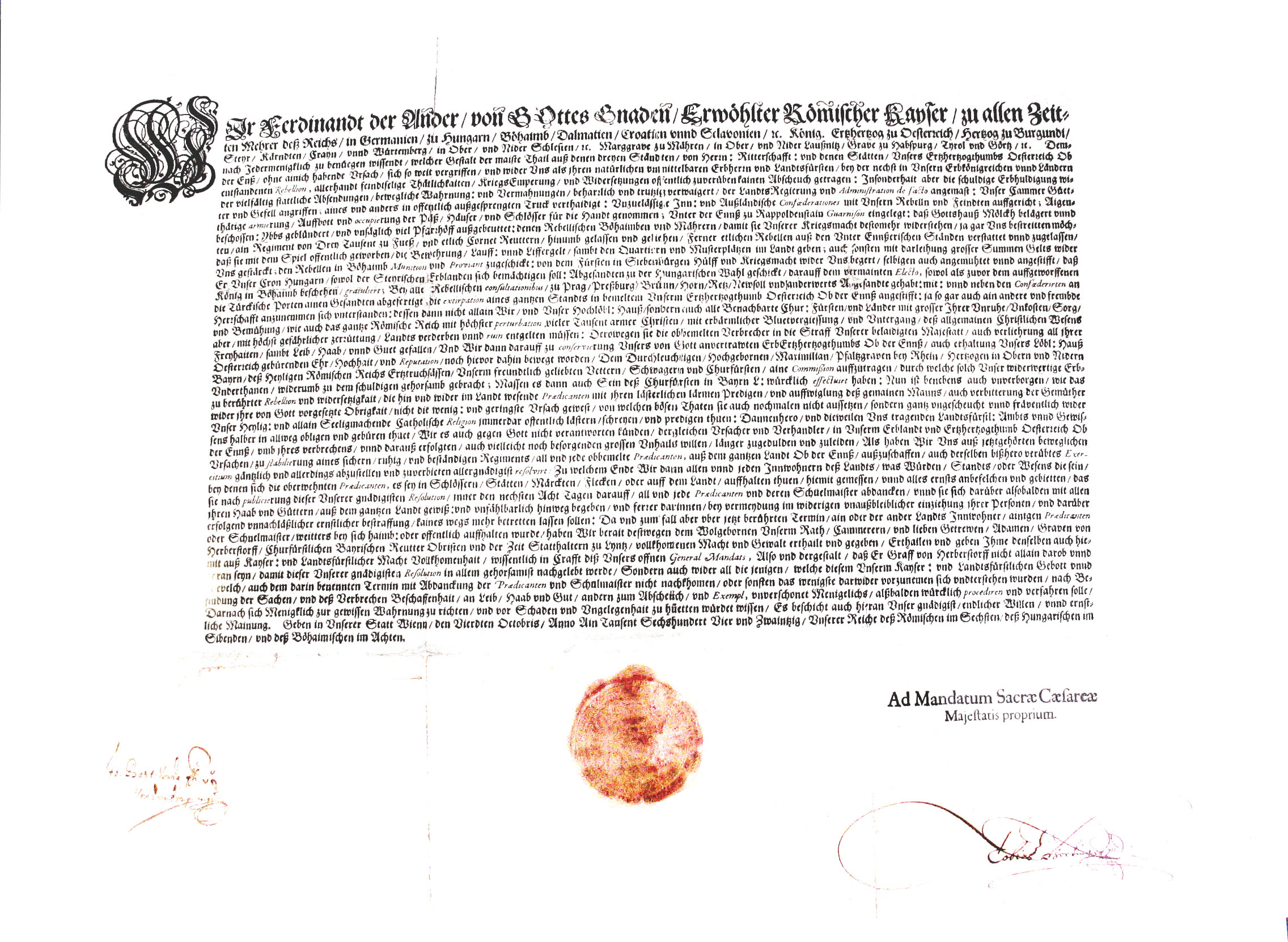
Реформационный патент Фердинанда II, которым он приказал в 1624 году изгнать всех протестантских проповедников и учителей.

Изменения произошли и в Королевстве Богемия. Там лишь меньшинство, около 10–15 процентов, были католиками. Уже при Фердинанде I там было разрешено селиться иезуитам. Они основали второй университет для обучения католической элиты. Рекатолизация приобрела сторонников среди дворянства. Они добились того, что их подданные также сменили веру. Они также занимали высокие государственные должности. Под давлением папского нунция Рудольф II приступил к усилению политики рекатолизации, особенно с 1590-х годов, но встретил сопротивление. Грамота Величества 1609 года прервала этот процесс. Даже после этого некоторые церковные князья, такие как князь-епископ Бреслау Карл Австрийский, пытались рекатолизировать свои территории. Эти меры способствовали Пражской дефенестрации и Богемскому восстанию. После победы на Белой Горе в 1620 году меры, опробованные во Внутренней Австрии и других регионах, были применены также в Богемии и связанных с ней территориях. За исключением Силезии, где под давлением саксонского курфюрста были введены особые условия, рекатолизация проводилась в Богемии, Моравии и графстве Глац. Как и везде, протестантские чиновники были заменены католиками. Протестантская знать в значительной степени лишилась своей собственности и была вынуждена покинуть страну. Католическая церковь была объявлена единственной разрешённой конфессией. В то время как горожане и дворяне всё ещё имели возможность эмигрировать, крестьянам эмиграция была запрещена.
В хронике города Фалькенау-на-Эгере в Богемии перечислены статьи о рекатолизации жителей города за 1626 год:
1. Тот, кто даёт убежище предиканту, потеряет своё имущество и свою жизнь.
2. Любой, кто высмеивает католического священника, его проповеди или его жесты, должен быть изгнан и лишён всего имущества.
3. Всякий, кто позволит проводить в своём доме некатолические богослужения, будет изгнан и лишён всего своего имущества.
4. Если домовладелец не посещает мессу по воскресеньям и праздникам, он должен отдать в церковь четыре восковых свечи.
5. Кто тайно учит в доме своём юношей, у того отнимут всё и выведут из города с приспешником.
6. Ни одно завещание человека не имеет юридической силы, если он не исповедует католическую религию.
7. Ни один ребёнок, не являющийся католиком, не может обучаться ремеслу.
8. Кто будет говорить или петь неподобающим образом о Боге, Пресвятой Деве Марии, святых или обычаях Церкви, тот будет наказан без милосердия при жизни и лишён своего имущества.

Летопись сообщает, что граждане большинства городов сопротивлялись этим статьям столь упорно, что были применены более жесткие меры принуждения. В их домах размещали по 12–20 солдат, которые должны были снабжать их едой, питьём и всем, что они попросят, до тех пор, пока обитатели дома не станут католиками или не дадут обещания стать ими. В этом случае священник повесил белый крест на входную дверь, и солдаты вошли в дом ближайшего мятежного гражданина, «в результате чего люди впали в крайнее отчаяние, покинули свои дома и фермы и толпами покинули страну».
Поскольку дворянство Нижней и Верхней Австрии присоединилось к повстанцам в Богемии, там также были приняты аналогичные меры. Протестантским дворянам пришлось покинуть страну или избежать изгнания, эмигрировав. На смену старому местному дворянству пришли дворяне из других частей Габсбургской монархии. Из Вены также были изгнаны многочисленные протестантские дворяне и горожане.  По некоторым оценкам, по этим причинам страну были вынуждены покинуть 150 000 человек в Богемии и около 100 000 человек в Австрии. 

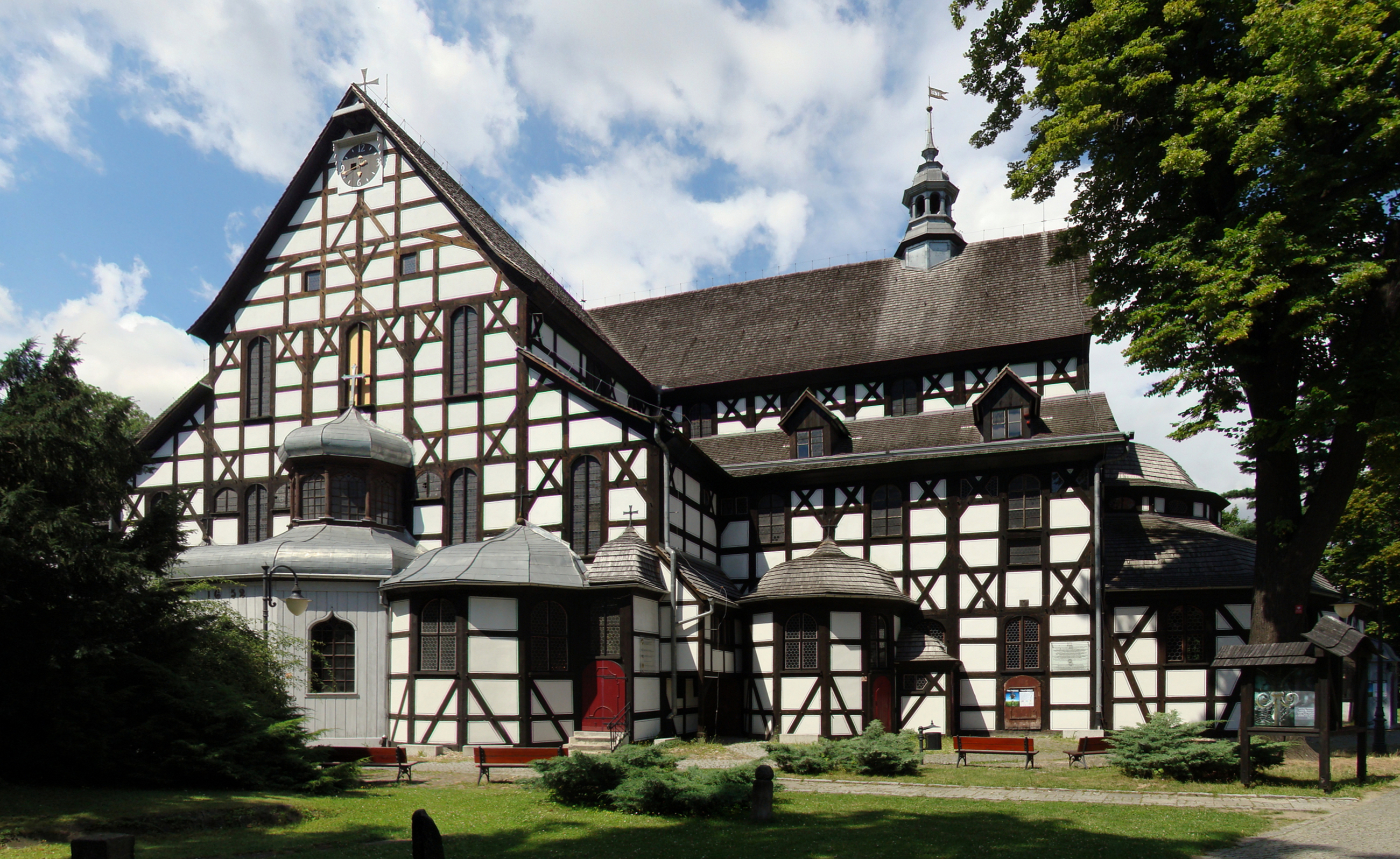
Церковь Мира Швайдниц

Рекатолизацию также планировалось осуществить в Силезии. Первоначально это произошло в районах, непосредственно находящихся под короной. По Пражскому миру протестантская религиозная практика была разрешена только в городе Бреслау и в княжествах протестантских Пястов. Эти положения были подтверждены Вестфальским миром 1648 года. Однако так называемые протестантские мирные церкви были разрешены у ворот Швайдница, Яуера и Глогау. После смерти последнего протестантского герцога (Георг Вильгельм I умер 21 ноября 1675 года) Габсбурги начали рекатолизацию последних герцогств. В результате удалось обратить в католичество около трети церквей. Однако Леопольду I пришлось уступить под давлением Карла XII. В 1707 году король Швеции пообещал вернуться к конфессиональным условиям 1648 года. Благодаря усилиям иностранных держав в Силезии бок о бок сосуществовали две примерно равные по силе конфессиональные группы, хотя попытки рекатолизации продолжались вплоть до прусского завоевания в 1740 году.

### Пфальцские области
Помимо Габсбургов, особенно заметную роль в рекатолизации сыграли Виттельсбахи. После своего обращения в католичество в 1614 году Вольфганг Вильгельм Пфальц-Нойбургский энергично продвигал процесс рекатолизации в Пфальце-Нойбурге. После 1619 года он попытался сделать нечто подобное в Юлих-Берге на Нижнем Рейне. Хотя его политика была успешной на родине, она не была полностью успешной в Нижнем Рейне, отчасти потому, что протестанты нашли поддержку у курфюрста Бранденбурга, который также был правителем Клевской Марки. 

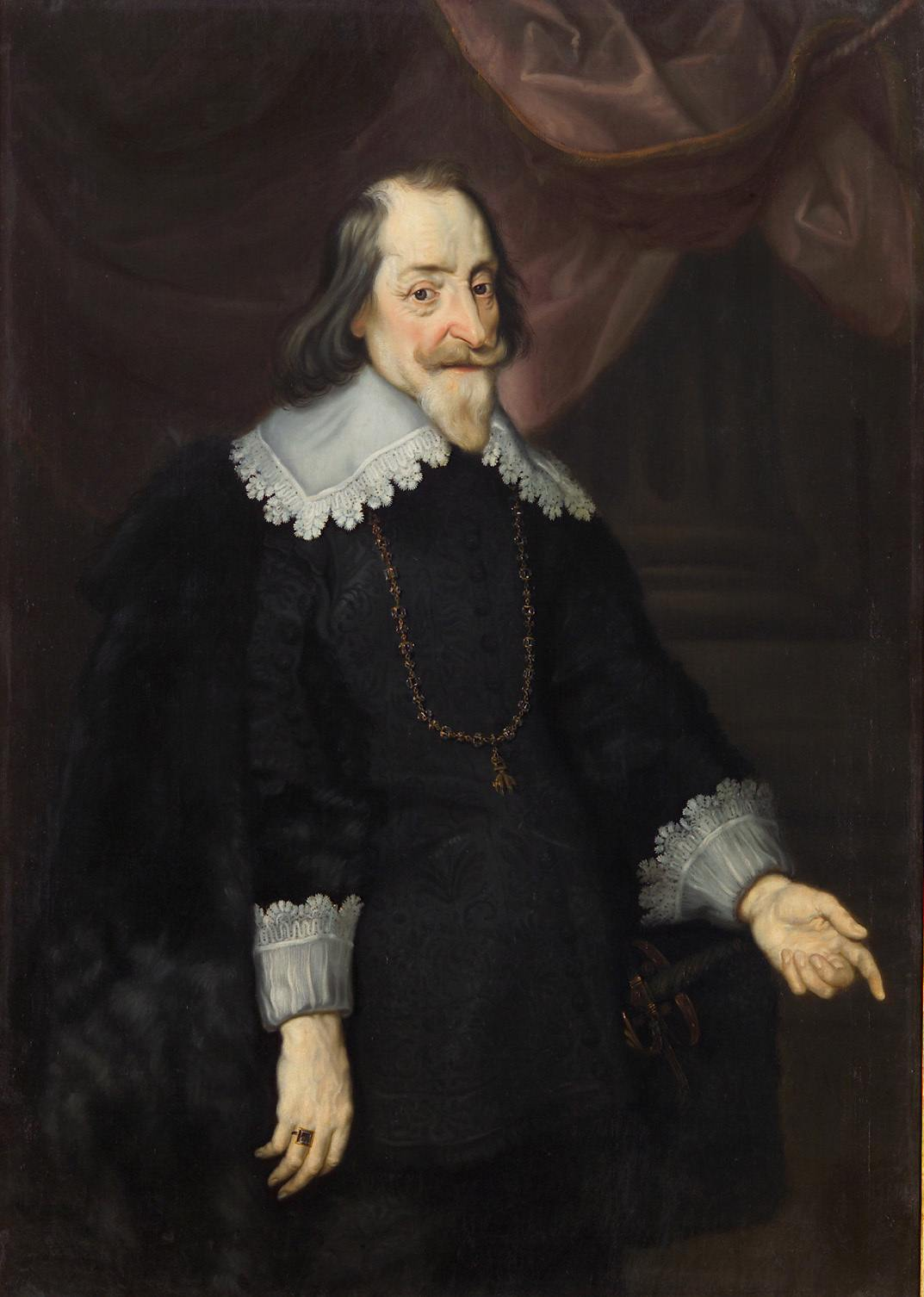
Курфюрст Баварии Максимилиан I проводил политику рекатолизации на территориях Пфальца.

С 1623 года Верхний Пфальц был рекатолизирован Максимилианом Баварским. В 1628 году католицизм был объявлен единственной конфессией. Как и в большинстве других территорий, движущей силой повторной католицизации были иезуиты. Францисканцы Баварской провинции также внесли важный вклад в это дело, основав монастыри в Пфраймде, Амберге, Хаме и Кемнате. Аналогичная картина наблюдалась на территориях Габсбургов. Сопротивление было сломлено расквартированием солдат. Процесс рекатолизации был в основном завершён к 1675 году. Аналогичные действия Виттельсбахи предприняли в Рейнском курфюршестве Пфальц после 1628 года. Потеря этой территории во время войны и её возвращение протестантам Виттельсбахам после 1648 года положили этому конец. Когда в 1685 году пресеклась линия Пфальц-Зиммерн, наследники линии Пфальц-Нойбург снова попытались рекатолизировать курфюршество Пфальц. Эти усилия были продолжены французами во время войны за Пфальцское наследство с 1688 года. В конце концов католики, лютеране и кальвинисты выступили бок о бок, с небольшим преимуществом католиков.

### Завершение рекатолизации и последствия

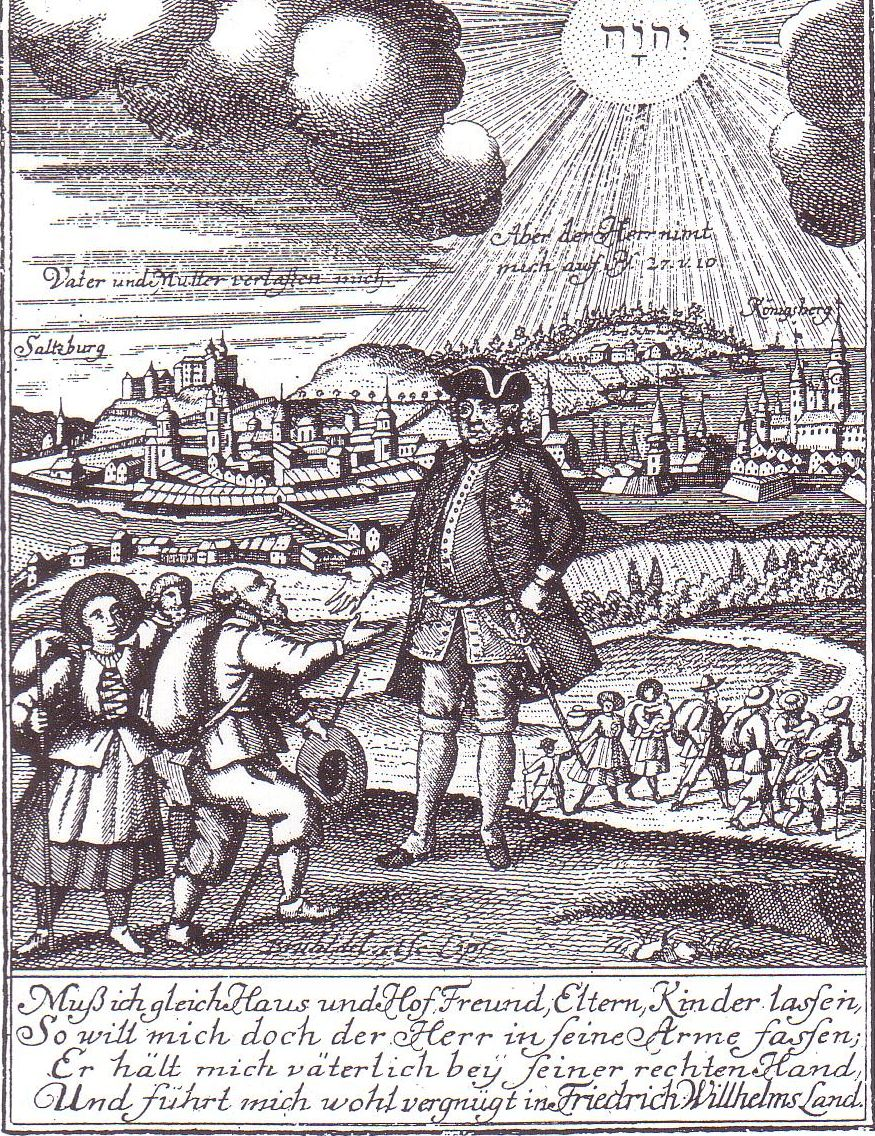
Символическое изображение приёма зальцбургских изгнанников в Пруссии королём Фридрихом Вильгельмом I

Рекатолизация продолжилась и в XVIII веке . Хорошо известно изгнание зальцбургских протестантов из княжества-епископства Зальцбургского в 1730-х годах.
Лишь в нескольких отдалённых районах подпольные протестантские кружки смогли сохранить своё существование. В некоторых частях Верхней Австрии и Каринтии это продолжалось до правления Иосифа II. Там, где этого не было, католицизм принимался на протяжении поколений. Важную роль в этом сыграл барочный католицизм, который также оказал влияние на повседневную жизнь. О том, в какой степени католицизм был принят на отвоёванных территориях, свидетельствует тот факт, что церковные реформы Иосифа II также вызвали там сопротивление.
Уже в XVII веке принцип 1555 года уже не соблюдался строго, например, в случае перемещения границ, а рекатолизация (как и обратный процесс) стала более редкой.

## Об истории термина
В 2000 году гамбургский историк Арно Герциг попытался дать профессиональное определение термину «рекатолизация», которое представляет собой переоценку этого исторического процесса в рамках Контрреформации.
Соответственно, рекатолизация не обязательно подразумевает, как это часто трактуется в общепринятом мнении исследователей, период XVI–XVIII вв. В XVIII веке была предпринята попытка подавить распространяющийся протестантизм и вернуть население в католичество. В начале своего исследования Герциг определяет термин «рекатолизация» как «установление католической конфессии как единственной действительной конфессии в государстве, во многом осуществлённое путём насилия». Таким образом, католическая конфессия понимается здесь как институт — и, следовательно, одновременно как фактор власти в государстве, — в рамках которого предпринимаются попытки реинтегрировать те слои населения, которые обратились в протестантизм, в сферу влияния Католической церкви. Однако это не означает внутреннего обновления Церкви, как это имелось в виду на Тридентском соборе. Это подчёркивает и сам Герциг. Процесс рекатолизации как таковой давно известен в исследованиях. Для этой цели уже давно используется слово «рекатолизация». Однако Арно Герциг первым применил его в комплексном исследовании. Концепция Герцига о рекатолизации основана на концептуальной схеме (католической) конфессионализации, разработанной Вольфгангом Рейнхардом и Хайнцем Шиллингом, и на схеме социальной дисциплины, разработанной Герхардом Острейхом. Острейх также говорит о «фундаментальной дисциплине» в долгосрочных процессах обучения и трансформации. Это также может быть в конечном итоге включено в парадигму модернизации для раннего Нового времени в целом.
Рекатолизация по сути означает историографическую модель интерпретации раннего Нового времени, похожую на социальную дисциплину или «фундаментальную дисциплину», о которой говорит Острейх, или на конфессионализацию Рейнхарда и Шиллинга. Парадигма модернизации, в которую встроены эти процессы, также позволяет нам классифицировать и объяснять схожие явления и цели периода после фактической Контрреформации.
По сути, это меры социальной дисциплины, которые варьируются от словесного дипломатического воздействия до открытого насилия. Следствием ограничительной практики стало развитие так называемого криптопротестантизма. Для Герцига «в значительной степени бесконфликтная социальная дисциплина» на католических территориях является реальным модернизационным потенциалом католицизма, наряду со специфическими формами коллективного формирования в эту эпоху в целом.

## Похожие темы
- Реконкиста — христианское завоевание Пиренейского полуострова, начавшееся в IX веке. века и завершилось завоеванием Гранады в 1492 году.
- Масштабные религиозные изменения, такие как христианизация в Римской империи и раннем Средневековье или исламизация, всегда связаны с институциональным давлением и/или соответствующими стимулами.
- В XX веке также стали очевидны светские и антиклерикальные тенденции левых политических сил в Европе. В XIX веке стали заметны авторитарные тенденции к рекатолизации (например, в попытке создания в Австрии корпоративного государства с 1934 по 1938 год или в Испании после победы Франсиско Франко в гражданской войне с 1939 года).
- Попытка установить католицизм в христианских сообществах, не имеющих римско-католического прошлого (например, на православных территориях), называется католицизацией.